# Alyssa Anderson
Alyssa Jean Anderson (Granite Bay, 30 de setembro de 1990) é uma nadadora norte-americana.
No Mundial de Roma 2009 ganhou a prata no revezamento americano dos 4x200 m livres. Ganhou uma medalha de ouro na Universíada de 2011, na mesma prova. Nos Jogos Olímpicos de Londres 2012 integrou a equipe campeã do revezamento 4x200 m livres.